# Gavot gegant
El gavot gegant (Pinguinus impennis), pingüí boreal o simplement pingüí és una espècie d'àlcid no volador que es va extingir a mitjans del segle xix. Va ser l'única espècie moderna del gènere Pinguinus. No està estretament relacionat amb els ocells coneguts ara com a pingüins, que van ser descoberts més tard pels europeus i anomenats així pels mariners per la seva semblança física amb el gavot gegant.
Es va criar en illes rocoses i remotes amb fàcil accés a l'oceà i un ampli subministrament d'aliments, una raresa a la natura que només proporcionava uns quants llocs de cria per als gavots gegants. Quan no es reproduïen, passaven el temps viatjant per les aigües de l'Atlàntic Nord, fins al nord d'Espanya i al llarg de les costes del Canadà, Groenlàndia, Islàndia, les Illes Fèroe, Noruega, Irlanda i Gran Bretanya.
El gavot gegant feia entre 75 i 85 cm d'alçada i pesava uns 5 kg, el que el convertia en l'àlcid més gran que ha sobreviscut a l'època moderna i el segon membre més gran de la família dels àlcids en general (el Miomancalla prehistòric era més gran). Tenia l'esquena negra i el ventre blanc. El bec negre era pesat i enganxat amb solcs a la seva superfície. Durant l'estiu, el plomatge de gavot gegant mostrava una taca blanca sobre cada ull. Durant l'hivern, el gavot gegant perdia aquests pegats i en lloc seu desenvolupava una banda blanca que s'estenia entre els ulls. Les ales feien només 15 cm de llarg, la qual cosa feia que l'ocell no volés. En canvi, el gavot gegant era un nedador poderós, un tret que utilitzava per a caçar. Les seves preses preferides eren els peixos (com el menhaden de l'Atlàntic i el mallotus villosus), i els crustacis. Encara que àgil a l'aigua, era maldestre a terra. Els gavots gegants s'aparellaven de per vida. Niaven en colònies extremadament denses i socials, posant un ou a la roca nua. L'ou era blanc amb marbre marró variable. Tots dos pares participaven la incubació de l'ou durant unes 6 setmanes abans de l'eclosió de les cries. Les cries abandonaven lloc del niu després de 2-3 setmanes, tot i que els pares continuaven cuidant-les.
El gavot gegant va ser una part important de moltes cultures natives americanes, tant com a font d'aliment com a element simbòlic. Moltes persones arcaiques martítimes van ser enterrades amb grans ossos de gavot gegant. Un enterrament descobert incloïa algú cobert per més de 200 becs de gavot gegant, que es suposa que són les restes d'una capa feta amb pells de gavots gegants. Els primers exploradors europeus a les Amèriques van utilitzar el gavot gegant com a font d'aliment convenient o com a esquer de pesca, reduint-ne el nombre. El plomall d'ocell tenia una gran demanda a Europa, un factor que va eliminar en gran manera les poblacions europees a mitjans del segle xvi. Els científics aviat es van començar a adonar que el gavot gegant estava desapareixent i es va convertir en el beneficiari de moltes lleis ambientals primerenques, però això va resultar ineficaç.
La seva creixent raresa va augmentar l'interès dels museus europeus i dels col·leccionistes privats per l'obtenció de pells i ous de l'ocell. El 3 de juny de 1844, els dos últims exemplars confirmats van ser assassinats a l'illa d'Eldey (davant de la costa d'Islàndia), posant fi a l'últim intent de reproducció conegut. Els informes posteriors d'albiraments d'individus itinerants o d'exemplars capturats no s'han confirmat. Un registre d'un gavot gegant el 1852 és considerat per alguns com l'últim albirament d'un membre de l'espècie.
El gavot gegant s'esmenta en diverses novel·les, i la revista científica de l'American Ornithological Society va rebre el nom de The Auk (ara Ornithology) en honor a l'ocell fins al 2021.

## Taxonomia i evolució
L'anàlisi de seqüències d'ADNmt ha confirmat estudis morfològics i biogeogràfics que suggereixen que el gavot és el parent viu més proper del gavot gegant. El gavot gegant també estava estretament relacionat amb el gavotí atlàntic, que va experimentar una evolució radicalment diferent en comparació amb Pinguinus. A causa de la seva similitud exterior amb el gavot (a part de la capacitat de volar i la mida), el gavot gegant sovint es col·locava en el gènere Alca, seguint a Linné.
El registre fòssil (especialment l'espècie germana, Pinguinus alfrednewtoni) i l'evidència molecular mostren que els tres gèneres estretament relacionats van divergir poc després que el seu avantpassat comú, un ocell probablement semblant a un gavotí de Xantus, s'hagués estès a les costes de l'Atlàntic. Pel que sembla, en aquell moment, els somorgollaires comuns ja s'havien separat dels altres àlcids atlàntics. Els ocells semblants als gavots eren comuns a l'Atlàntic durant el Pliocè, però l'evolució del gavotí atlàntic està poc documentada. Les dades moleculars són compatibles amb qualsevol de les dues possibilitats, però el pes de l'evidència suggereix col·locar el gavot gegant en un gènere diferent. Alguns ornitòlegs encara creuen que és més adequat retenir l'espècie del gènere Alca. És l'únic ocell britànic registrat que es va extingir en temps històrics.

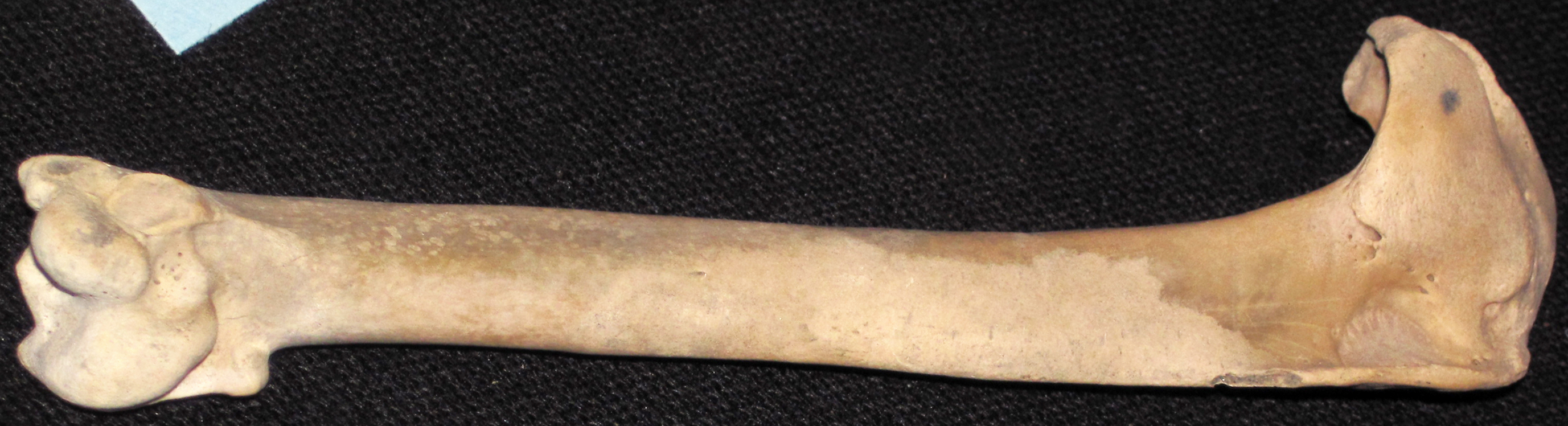
Húmer fòssil del parent del miocè Pinguinus alfrednewtoni

El cladograma següent mostra la col·locació del gavot gegant entre els seus parents més propers, basat en un semental genètic del 2004:
|  | Uria aalge (somorgollaire comú)         |
|  |                                         |
|  | Uria lomvia (somorgollaire de Brünnich) |
|  |                                         |

|  | Alca torda (gavot)                  |
|  |                                     |
|  | Pinguinus impennis (gavot gegant) † |
|  |                                     |

|  | Uria aalge (somorgollaire comú)         |
|  |                                         |
|  | Uria lomvia (somorgollaire de Brünnich) |
|  |                                         |

|  | Alca torda (gavot)                  |
|  |                                     |
|  | Pinguinus impennis (gavot gegant) † |
|  |                                     |

|  | Uria aalge (somorgollaire comú)         |
|  |                                         |
|  | Uria lomvia (somorgollaire de Brünnich) |
|  |                                         |

|  | Alca torda (gavot)                  |
|  |                                     |
|  | Pinguinus impennis (gavot gegant) † |
|  |                                     |

|  | Uria aalge (somorgollaire comú)         |
|  |                                         |
|  | Uria lomvia (somorgollaire de Brünnich) |
|  |                                         |

|  | Alca torda (gavot)                  |
|  |                                     |
|  | Pinguinus impennis (gavot gegant) † |
|  |                                     |

|  | Brachyramphus marmoratus (gavotí jaspiat americà) |
|  |                                                   |
|  | Brachyramphus brevirostris (gavotí beccurt)       |
|  |                                                   |

|  | Cepphus grylle (somorgollaire alablanc)                                                                             |
|  | |
|  | \| \| Cepphus columba (somorgollaire columbí) \| \| \| \| \| \| Cepphus carbo (somorgollaire d'ulleres) \| \| \| \| |
|  | |
|  | Cepphus columba (somorgollaire columbí)                                                                             |
|  | |
|  | Cepphus carbo (somorgollaire d'ulleres)                                                                             |
|  | |

|  | Cepphus columba (somorgollaire columbí) |
|  |                                         |
|  | Cepphus carbo (somorgollaire d'ulleres) |
|  |                                         |

|  | Brachyramphus marmoratus (gavotí jaspiat americà) |
|  |                                                   |
|  | Brachyramphus brevirostris (gavotí beccurt)       |
|  |                                                   |

|  | Cepphus grylle (somorgollaire alablanc)                                                                             |
|  | |
|  | \| \| Cepphus columba (somorgollaire columbí) \| \| \| \| \| \| Cepphus carbo (somorgollaire d'ulleres) \| \| \| \| |
|  | |
|  | Cepphus columba (somorgollaire columbí)                                                                             |
|  | |
|  | Cepphus carbo (somorgollaire d'ulleres)                                                                             |
|  | |

|  | Cepphus columba (somorgollaire columbí) |
|  |                                         |
|  | Cepphus carbo (somorgollaire d'ulleres) |
|  |                                         |

|  | Uria aalge (somorgollaire comú)         |
|  |                                         |
|  | Uria lomvia (somorgollaire de Brünnich) |
|  |                                         |

|  | Alca torda (gavot)                  |
|  |                                     |
|  | Pinguinus impennis (gavot gegant) † |
|  |                                     |

|  | Uria aalge (somorgollaire comú)         |
|  |                                         |
|  | Uria lomvia (somorgollaire de Brünnich) |
|  |                                         |

|  | Alca torda (gavot)                  |
|  |                                     |
|  | Pinguinus impennis (gavot gegant) † |
|  |                                     |

|  | Uria aalge (somorgollaire comú)         |
|  |                                         |
|  | Uria lomvia (somorgollaire de Brünnich) |
|  |                                         |

|  | Alca torda (gavot)                  |
|  |                                     |
|  | Pinguinus impennis (gavot gegant) † |
|  |                                     |

|  | Uria aalge (somorgollaire comú)         |
|  |                                         |
|  | Uria lomvia (somorgollaire de Brünnich) |
|  |                                         |

|  | Alca torda (gavot)                  |
|  |                                     |
|  | Pinguinus impennis (gavot gegant) † |
|  |                                     |

|  | Brachyramphus marmoratus (gavotí jaspiat americà) |
|  |                                                   |
|  | Brachyramphus brevirostris (gavotí beccurt)       |
|  |                                                   |

|  | Cepphus grylle (somorgollaire alablanc)                                                                             |
|  | |
|  | \| \| Cepphus columba (somorgollaire columbí) \| \| \| \| \| \| Cepphus carbo (somorgollaire d'ulleres) \| \| \| \| |
|  | |
|  | Cepphus columba (somorgollaire columbí)                                                                             |
|  | |
|  | Cepphus carbo (somorgollaire d'ulleres)                                                                             |
|  | |

|  | Cepphus columba (somorgollaire columbí) |
|  |                                         |
|  | Cepphus carbo (somorgollaire d'ulleres) |
|  |                                         |

|  | Brachyramphus marmoratus (gavotí jaspiat americà) |
|  |                                                   |
|  | Brachyramphus brevirostris (gavotí beccurt)       |
|  |                                                   |

|  | Cepphus grylle (somorgollaire alablanc)                                                                             |
|  | |
|  | \| \| Cepphus columba (somorgollaire columbí) \| \| \| \| \| \| Cepphus carbo (somorgollaire d'ulleres) \| \| \| \| |
|  | |
|  | Cepphus columba (somorgollaire columbí)                                                                             |
|  | |
|  | Cepphus carbo (somorgollaire d'ulleres)                                                                             |
|  | |

|  | Cepphus columba (somorgollaire columbí) |
|  |                                         |
|  | Cepphus carbo (somorgollaire d'ulleres) |
|  |                                         |

Pinguinus alfrednewtoni era un membre més gran, i també no volador, del gènere Pinguinus que va viure durant el Pliocè primerenc. Conegut pels ossos trobats a la formació de Yorktown de la mina Lee Creek a Carolina del Nord, es creu que es va separar, juntament amb el gavot gegant, d'un avantpassat comú. Pinguinus alfrednewtoni vivia a l'Atlàntic occidental, mentre que el gavot gegant vivia a l'Atlàntic oriental. Després que el primer es va extingir després del Pliocè, el gavot gegant va ocupar el seu territori. El gavot gegant no estava estretament relacionat amb els altres gèneres extints d'àlcids no voladors, Mancalla, Praemancalla i Alcodes.

### Etimologia

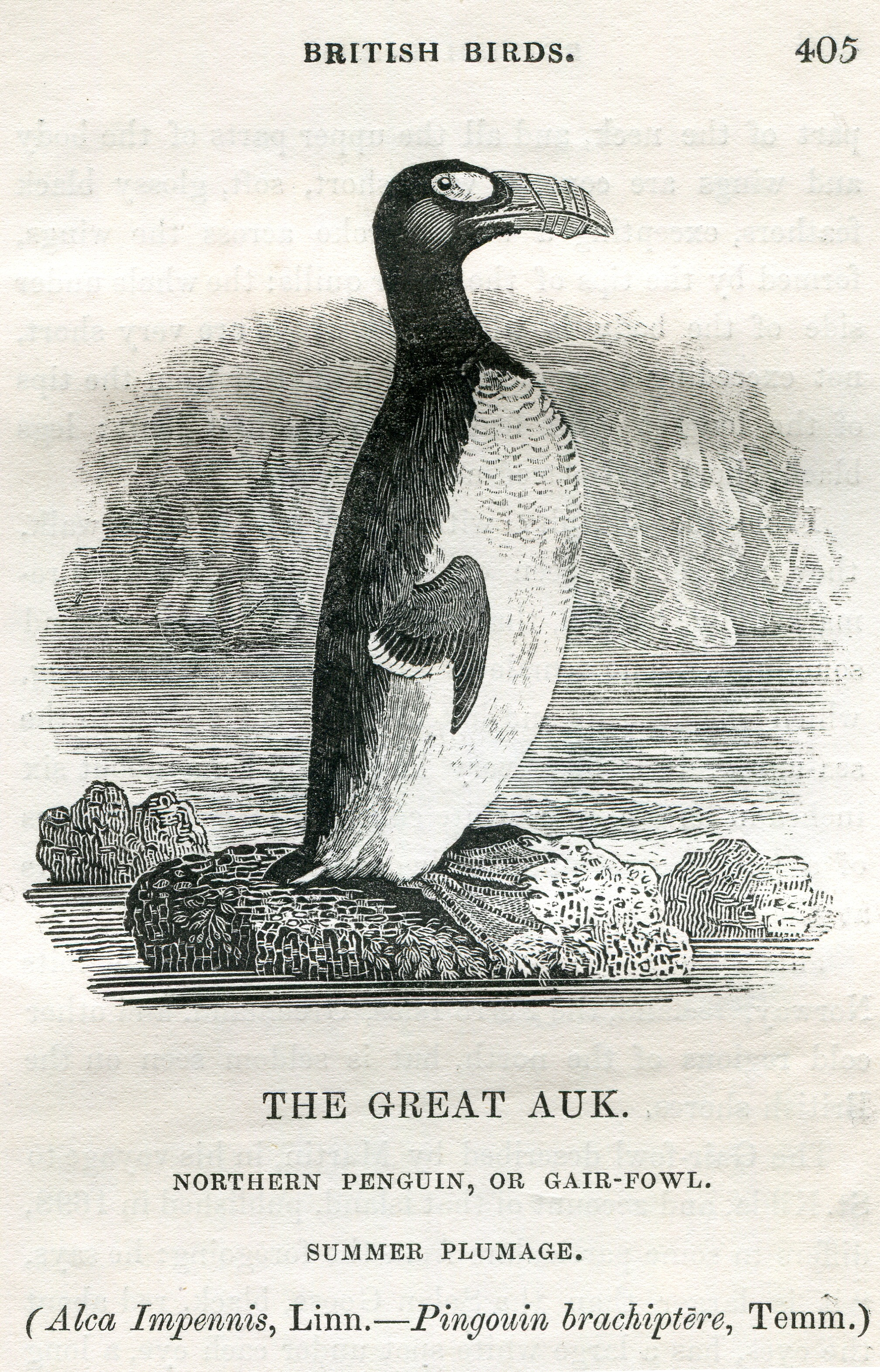
«The Great Auk, Northern Penguin, or Gair-Fowl», gravat en fusta de Thomas Bewick a A History of British Birds, 1804

El gavot gegant va ser una de les 4.400 espècies animals descrites formalment per Carl Linnaeus a la seva obra del segle xviii Systema Naturae, en la qual se li va donar el nom binomial Alca impennis. El nom «alca» és un derivat llatí de la paraula escandinava per als gavots i els seus parents. L'ocell era conegut a la literatura fins i tot abans d'això i va ser descrit per Charles d'Ecluse el 1605 com «Mergus Americanus». Això també incloïa una xilografia que representa les representacions visuals sense ambigüitats més antigues de l'ocell.
L'espècie no es va col·locar en el seu propi gènere científic, Pinguinus, fins a l'any 1791. El nom genèric deriva del nom castellà, portuguès i francès de l'espècie, al seu torn del llatí pinguis que significa ‘grassonet’, i el nom específic, impennis, ve del llatí i fa referència a la seva manca de plomes de vol, o pennae.
El nom irlandès del gavot gegant és falcóg mhór, que significa ‘gran ocell marí/gavot’. El nom basc és arponaz, que significa ‘bec de llança’. El seu primer nom francès era apponatz, mentre que el francès modern utilitza grand pingouin. Els nòrdics van anomenar el gavot gegant geirfugl, que significa ‘ocell llança’. Això ha donat lloc a un nom comú anglès alternatiu per a l'ocell, garefowl o gairfowl. El nom inuit del gavot gegant era isarukitsok, que significava ‘ala petita’.
La paraula «pingüí» apareix per primera vegada al segle xvi com a sinònim de «gavot gegant». Tot i que l'etimologia és discutida, el nom genèric «pingüí» pot derivar del gal·lès pen gwyn («cap blanc»), ja sigui perquè els ocells vivien a Terranova a l'illa White Head (Pen Gwyn en gal·lès), o perquè el gavot gegant tenia cercles blancs tan grans al cap. Quan els exploradors europeus van descobrir el que avui es coneix com a pingüins a l'hemisferi sud, van notar la seva aparença semblant al gavot gegant i els van posar el nom d'aquest ocell, encara que biològicament, no estan estretament relacionats. Els baleners també van agrupar els ocells del nord i del sud sota el nom comú de «woggins».

## Descripció

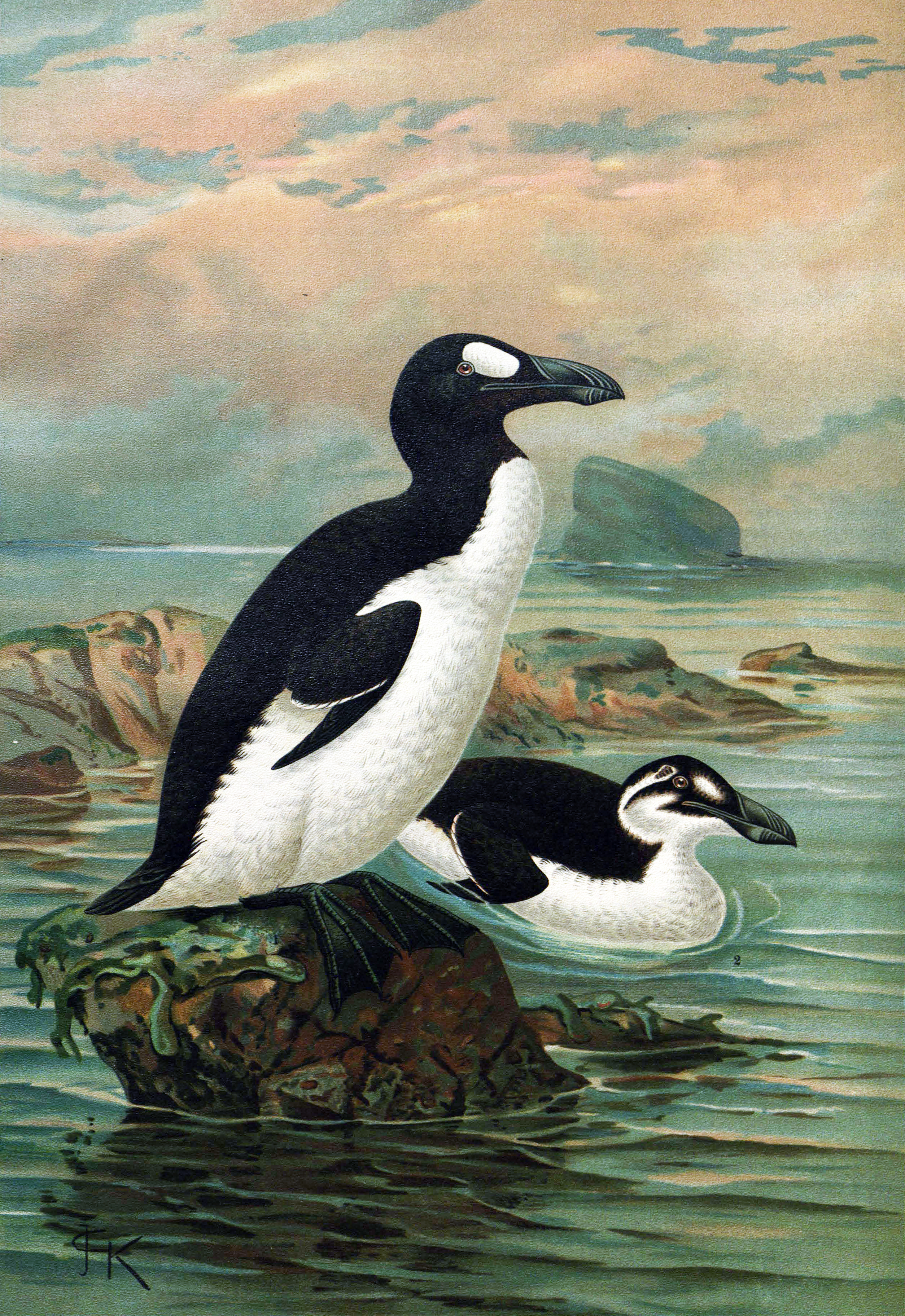
Plomatge d'estiu (dempeus) i d'hivern (nedant), de John Gerrard Keulemans

Amb uns 75 a 85 centímetres d'alçada i un pes aproximadament de 5 kg com a ocells adults, el gavot gegant no volador era el segon membre més gran tant de la seva família com de l'ordre dels Charadriiformes en general, només superat pel mancallinae Miomancalla. No obstant això, és l'espècie més gran que ha sobreviscut als temps moderns. Els gavots gegants que vivien més al nord tenien una mida mitjana més gran que els membres més al sud de l'espècie. Els mascles i les femelles eren similars en plomatge, tot i que hi ha proves de diferències de mida, especialment en el bec i la longitud del fèmur. L'esquena era principalment d'un negre brillant i el ventre era blanc. El coll i les cames eren curtes, i el cap i les ales petites. Durant l'estiu, desenvolupava un pegat ocular blanc ample sobre cada ull, que tenia un iris avellana o castany. Durant l'hivern, el gavot gegant mudava i perdia aquest pegat ocular, que era substituït per una àmplia banda blanca i una línia grisa de plomes que s'estenia des de l'ull fins a l'orella. Durant l'estiu, la barbeta i la gola eren de color marró negre i l'interior de la boca era groc. A l'hivern, la gola es tornava blanca. Alguns individus tenien un plomatge gris als flancs, però es desconeix el propòsit, la durada estacional i la freqüència d'aquesta variació. El bec era gran d'11 cm de llarg i corbat cap avall a la part superior; el bec també presentava solcs blancs profunds tant a la mandíbula superior com a la inferior, fins a set a la mandíbula superior i dotze a la mandíbula inferior a l'estiu, encara que n'hi havia menys a l'hivern. Les ales només feien 15 cm de llargada i les plomes de les ales més llargues només feien 10 cm de llarg. Els seus peus i les urpes curtes eren negres, mentre que la pell palmejada entre els dits era de color negre marronós. Les potes estaven molt enrere al cos de l'ocell, cosa que li donava poderoses habilitats de natació i busseig.
Les cries es descriuen com a grises i peludes, però es desconeix el seu aspecte exacte, ja que avui dia no existeixen pells. Els ocells juvenils tenien menys solcs prominents al bec que els adults i tenien el coll blanc i negre tacat, mentre que la taca ocular que es trobava en els adults no estava present; en canvi, una línia grisa travessa els ulls (que encara tenien anells oculars blancs) fins a sota de les orelles.
Les crides del gavot gegant incloïen un raucat baix i un crit ronc. Es va observar un gavot gegant captiu fent un soroll de gorgoteig quan estava ansiós. No se sap quines eren les seves altres vocalitzacions, però es creu que eren semblants a les del gavot, però més forts i profunds.

## Distribució i hàbitat

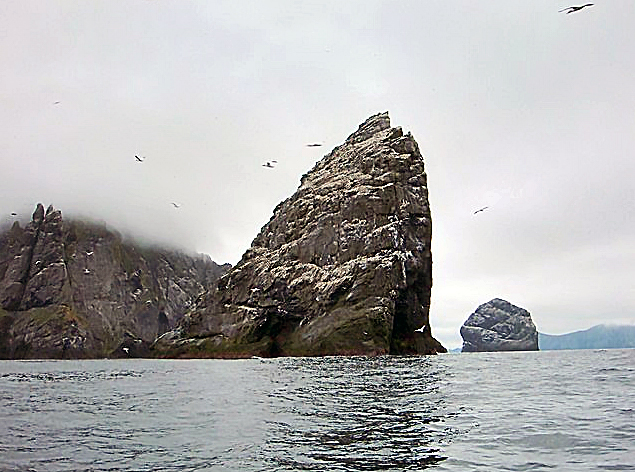
Stac an Armin, St. Kilda (Escòcia), una localitat on solia criar el gravot gegant

El gavot gegant trobava a les fredes aigües costaneres de l'Atlàntic Nord al llarg de les costes del Canadà, el nord-est dels Estats Units d'Amèrica, Noruega, Groenlàndia, Islàndia, les illes Fèroe, Irlanda, Gran Bretanya, França i la península Ibèrica. Els fòssils del Plistocè indiquen que el gavot gegant també va habitar el sud de França, Itàlia i altres costes de la conca mediterrània.
El gavot gegant deixava les aigües de l'Atlàntic Nord cap a la terra només per reproduir-se, fins i tot dormia al mar quan no es reprodueix. Les colonies del gavot gegant es trobaven des de la badia de Baffin fins al golf de Sant Llorenç, a través de l'extrem nord de l'Atlàntic (inclosa Islàndia), i a Noruega i les illes Britàniques a Europa. Per a les seves colònies de nidificació, els gavots gegants necessitaven illes rocoses amb costes inclinades que proporcionessin accés al mar. Aquests eren requisits molt limitants i es creu que el gavot gegant mai va tenir més de 20 colònies de cria. Els llocs de nidificació també havien d'estar a prop d'àrees riques d'alimentació i estar prou allunyats del continent per desanimar la visita de depredadors com els humans i els óssos polars. Només es coneixen les localitats de set antigues colònies de cria: Papa Westray a les illes Òrcades, St. Kilda davant d'Escòcia, les illes Grímsey, Eldey i Geirfuglasker prop d'Islàndia, l'illa Funk prop de Terranova, i Illes de la Magdalena al golf de Sant Llorenç. Els registres suggereixen que aquesta espècie podria haver criat a Cape Cod, Massachusetts. A finals del segle xviii i principis del xix, l'àrea de reproducció del gavot gegant es limitava a l'illa Funk, l'illa Grimsey, l'illa Eldey, el golf de Sant Llorenç i les illes St. Kilda. L'illa Funk va ser la colònia reproductora més gran coneguda. Després que els pollets deixaven el niu, el gavot gegant emigrava cap al nord i el sud lluny de les colònies de cria i tendia a anar cap al sud a finals de la tardor i a l'hivern.
També era comú als Grans Bancs de Terranova. En la història registrada, el gavot gegant normalment no anava més al sud que la badia de Massachusetts a l'hivern. Les excavacions arqueològiques han trobat grans restes de gavot gegant a Nova Anglaterra i al sud d'Espanya. S'han trobat ossos de gavot gegant tan al sud com Florida, on podria haver estat present durant quatre períodes: aproximadament el 1000 aC i el 1000, així com durant el segle xv i el segle xvii. S'ha suggerit que alguns dels ossos descoberts a Florida poden ser el resultat del comerç aborigen.

## Ecologia i comportament

Gavots gegants de John James Audubon, de The Birds of America (1827-1838)

El gavot gegant mai va ser observat i descrit pels científics moderns durant la seva existència i només es coneix pels relats de laics, com els mariners, per la qual cosa el seu comportament no és ben conegut i és difícil de reconstruir. Es pot inferir molt del seu parent proper i viu, el gavot, així com del teixit tou restant.
Els gavots gegants caminaven lentament i de vegades utilitzaven les seves ales per ajudar-los a travessar terrenys accidentats. Quan corrien ho feien amb dificultat i amb passos curts en línia recta. Tenien pocs depredadors naturals, principalment grans mamífers marins (com l'orca) i el pigarg cuablanc. Els óssos polars s'alimentaven de les colònies nidificants del gavot gegant. Segons s'informa, aquesta espècie no tenia por innata als éssers humans, i la seva falta de vol i la seva dificultat per moure's a terra agreujava la seva vulnerabilitat. Els humans els depredaven com a aliment, per les seves plomes, i com a exemplars per a museus i col·leccions privades. Els gavots gegants reaccionaven als sorolls, però rarament s'espantaven al veure alguna cosa. Utilitzaven els seus becs de manera agressiva tant als llocs de nidificació densos com quan els humans els amenaçaven o els capturaven. Es creu que aquests ocells van tenir una vida útil d'aproximadament 20 a 25 anys. Durant l'hivern, el gavot gegant migrava cap al sud, ja fos per parelles o en petits grups, però mai amb tota la colònia nidificant.
El gavot gegant era en general un excel·lent nedador, utilitzant les seves ales per impulsar-se sota l'aigua. Mentre nedava, s'aixecava el cap però el coll estava estirat cap a dins. Aquesta espècie era capaç d'encarar, virar i girar sota l'aigua. Se sap que el gavot gegant bussejava a profunditats de 75 m i s'ha afirmat que l'espècie podia submergir-se a profunditats d'1 km. Per estalviar energia, la majoria de les immersions eren poc profundes. També podia aguantar la respiració durant 15 minuts, més que una foca. La seva capacitat de bussejar tan profundament va reduir la competència amb altres espècies àlcids. El gavot gegant era capaç d'accelerar sota l'aigua i després sortir disparat de l'aigua per aterrar en una cornisa rocosa sobre la superfície de l'oceà.

### Dieta

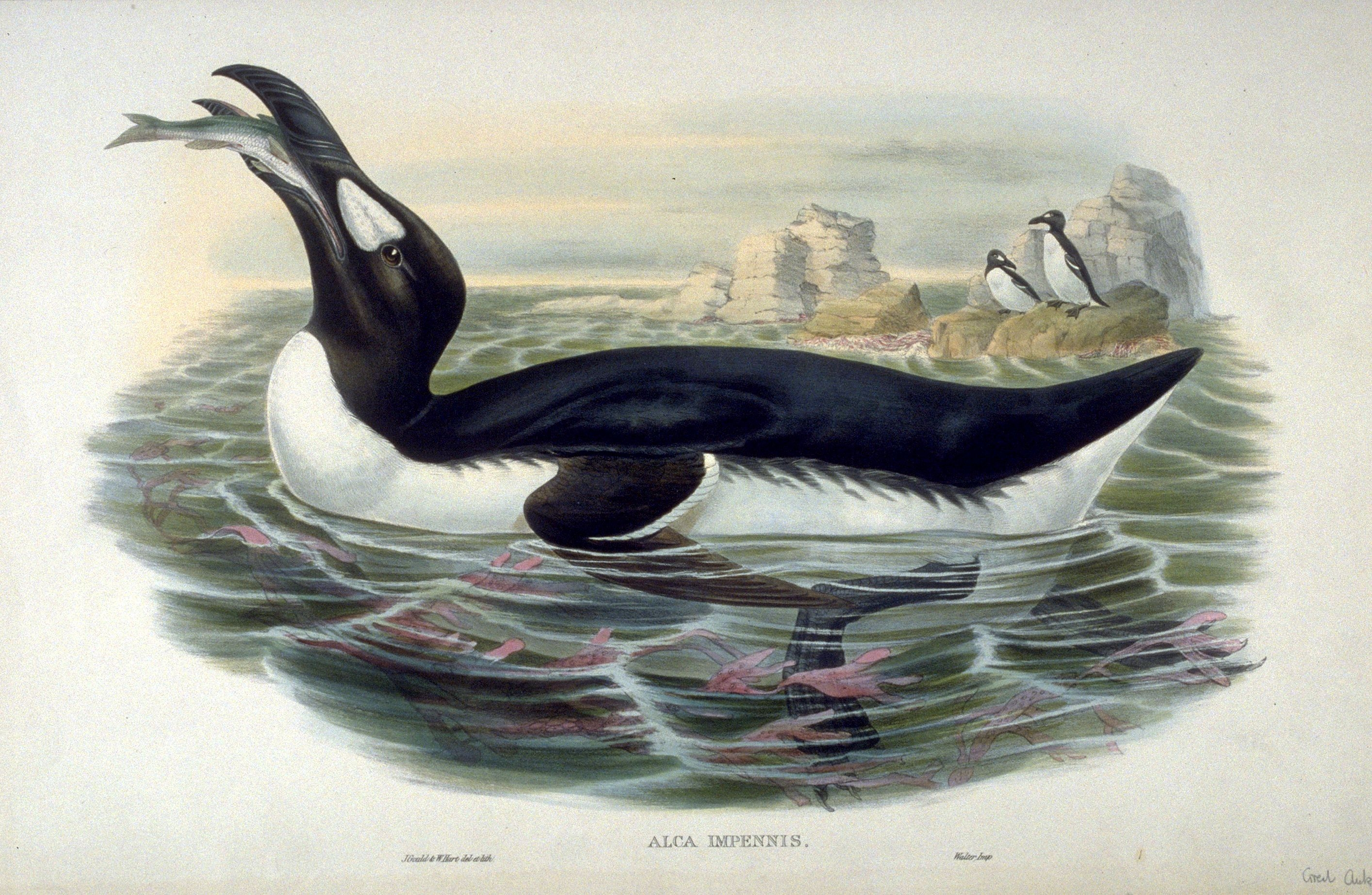
Gavot gegant menjant peix, per John Gould

Aquest àlcid normalment s'alimentava en zones pelàgiques que eren més llunyanes de la costa que les freqüentades per altres àlcids, tot i que després de l'època de reproducció, s'havien vist fins a 500 km de la costa. Es creu que alimentaven de manera cooperativa en grups. El seu aliment principal era el peix, normalment de 12 a 20 cm de llargada i un pes de 40 a 50 g, però de vegades la seva presa arribava a la meitat del longitud pròpia de l'ocell. Basant-se en restes associades a grans ossos de gavot trobades a l'illa Funk i en consideracions ecològiques i morfològiques, sembla que el menhaden de l'Atlàntic i el capelí eren les seves preses preferides.
Altres peixos suggerits com a preses potencials inclouen escorpins de mar d'espines curtes, bacallà, ammodítids, així com crustacis. Es creu que les cries del gavot gegant menjaven plàncton i, possiblement, peixos i crustacis regurgitats pels adults.

### Reproducció
Les descripcions històriques del comportament de cria del gavot gegant són una mica poc fiables. Els gavots gegants començaven a emparellar-se a principis i mitjans de maig. Es creu que s'emparellaven de per vida (tot i que alguns teoritzen que els gravots gegants podrien haver copulat fora de la seva parella, un tret que es veu al gavot). Un cop emparellats, niaven a la base dels penya-segats en colònies, probablement on copulaven. Els gavots gegants emparellats tenien una exhibició social en la qual amoblaven el cap i mostraven el seu pegat a l'ull blanc, les marques del bec i la boca groga. Aquestes colònies eren extremadament concorregudes i denses, amb algunes estimacions que indicaven que hi havia un gavot gegant nidificant per cada metre quadrat de terreny. Aquestes colònies eren molt socials. Quan les colònies incloïen altres espècies d'àlcid, els gavots gegants eren dominants per la seva mida.

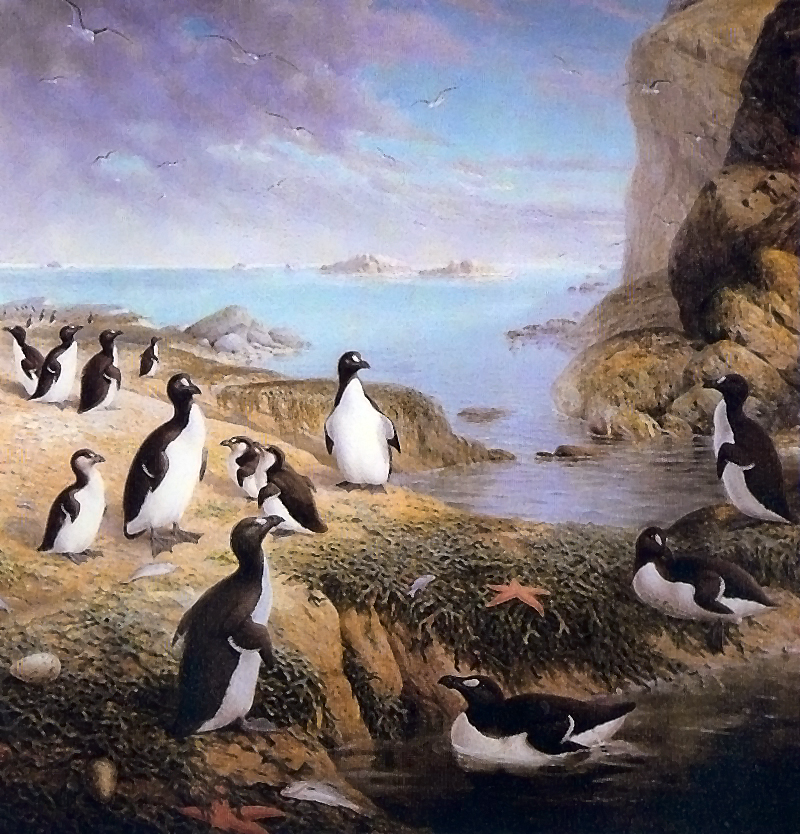
Terreny de nidificació amb exemplars juvenils i ous, de Keulemans
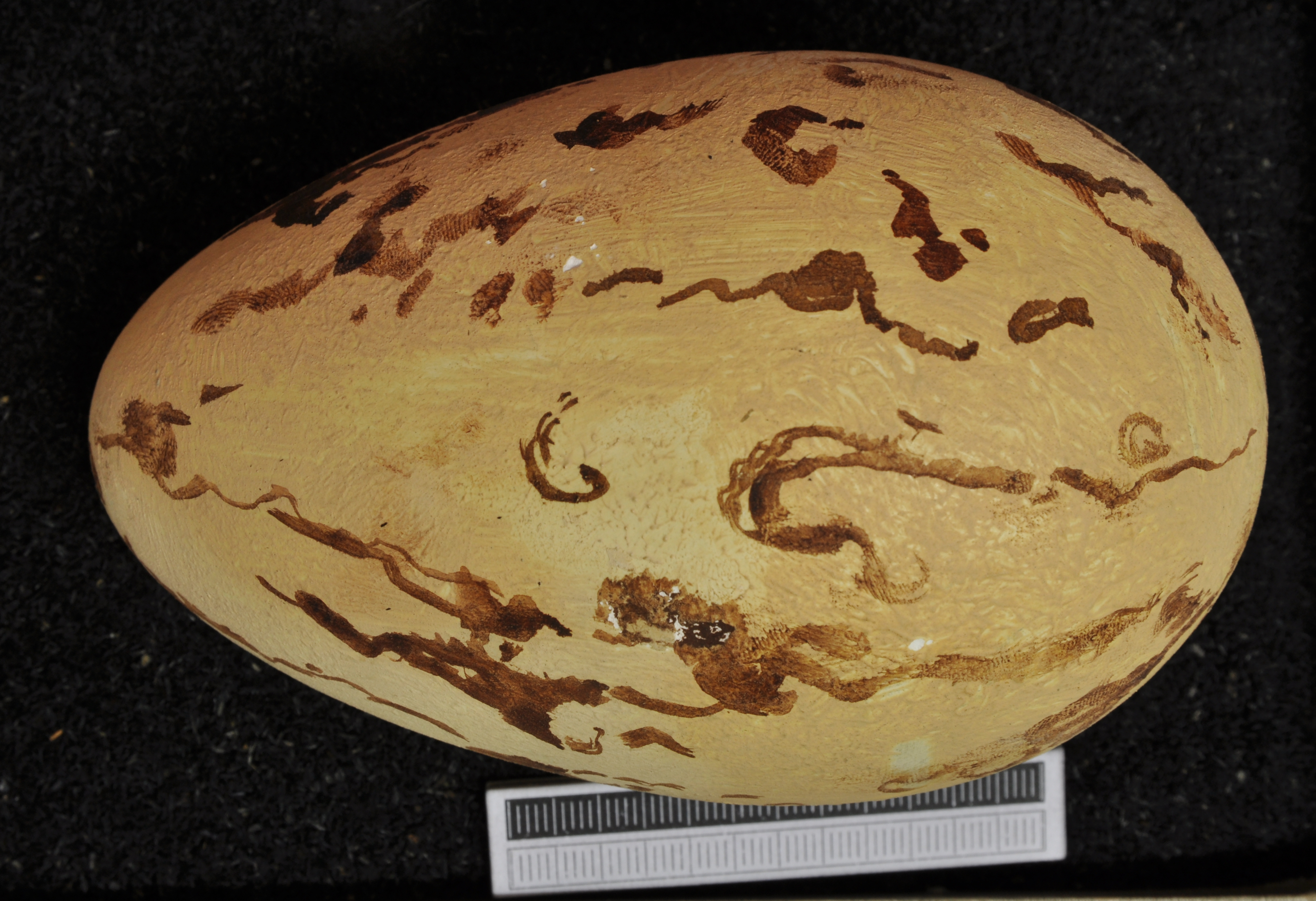
Ou nial, Museu Wiesbaden

Les femelles grans ponien només un ou cada any, entre finals de maig i principis de juny, encara que podien posar un ou de substitució per si es perdia el primer. En anys en què hi havia escassetat d'aliments, els gavots gegants no criaven. Es ponia un sol ou a terra nu, fins a 100 metres de la costa. L'ou era de forma ovada i allargada, i tenia una mitjana de 12,4 cm de llarg i 7,6 cm de diàmetre al punt més ample. L'ou era de color blanc groguenc a ocre clar amb un patró variable de taques i línies negres, marrons o grisenques que sovint es congregaven a l'extrem gran. Es creu que la variació de les ratlles dels ous va permetre als pares reconèixer el seu ou entre els de la vasta colònia. La parella es tornava per a incubar l'ou en posició vertical durant els 39 a 44 dies abans de l'eclosió de l'ou, normalment al juny, encara que els ous podrien estar presents a les colònies fins a l'agost.
Els pares també feien torns per alimentar el seu pollet. Segons un relat, el pollet estava cobert de plomall gris. El jove ocell només trigava dues o tres setmanes a madurar prou per abandonar el niu i nedar per l'aigua, normalment cap a mitjans de juliol. Els pares cuidaven de les seves cries després d'haver abandonat el niu, i es veia als adults nedant amb les seves cries posades a l'esquena. Els gavots gegants maduraven sexualment quan tenien entre quatre i set anys.

## Relació amb els humans
El gavot gegant va ser una font d'aliment per als neandertals fa més de 100.000 anys, com ho demostren els ossos ben netejats trobats a les restes de fogueres. Les imatges que es creu que representen el gavot gegant també es van tallar a les parets de la cova El Pendo a Camargo (Espanya), i la cova de Paglicci (Itàlia), fa més de 35.000 anys, i s'han trobat pintures rupestres de 20.000 anys a la Grotte Cosquer (França).
Els nadius americans valoraven el gavot gegant com a font d'aliment durant l'hivern i com un símbol cultural important. S'han trobat imatges del gavot gegant en collarets d'ossos. Una persona enterrada al jaciment arcaic marítim de Port au Choix (Terranova), que datava d'uns 2000 aC, va ser trobada envoltada de més de 200 becs de gavot gegant, que es creu que formaven part d'un vestit fet amb les seves pells, amb els caps adjunts com a decoració. Gairebé la meitat dels ossos d'ocells trobats a les tombes d'aquest lloc eren del gavot gegant, cosa que suggereix que tenia una gran importància cultural per al poble arcaic marítim. Els extints beothuks de Terranova feien púding amb els ous del gavot gegant. Els inuit Dorset també el caçaven. Els saqqaq de Groenlàndia van caçar l'espècie, provocant la seva reducció local.

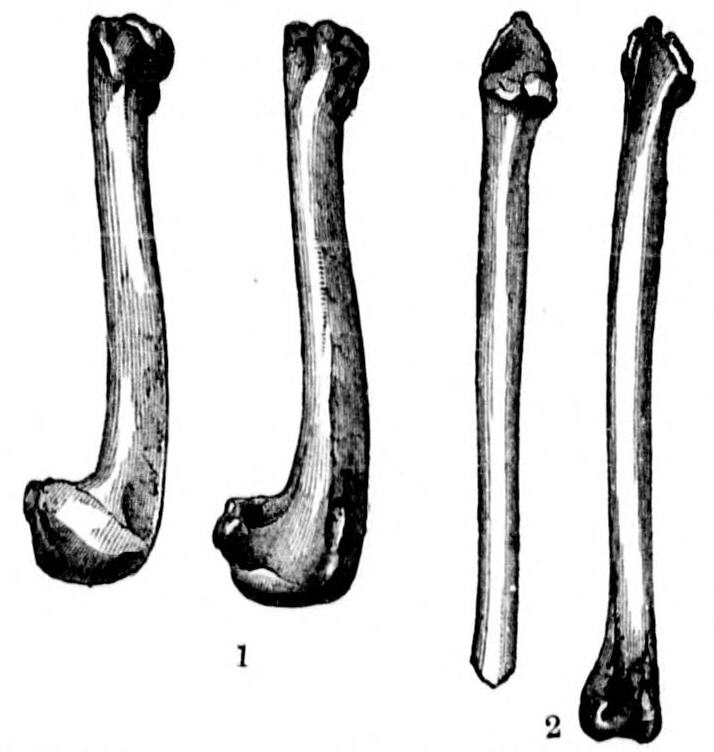
Il·lustració de dos húmers (1) i dues tíbies (2), ossos de gavot gegant descoberts pels arqueòlegs en una antiga cuina a Caithness
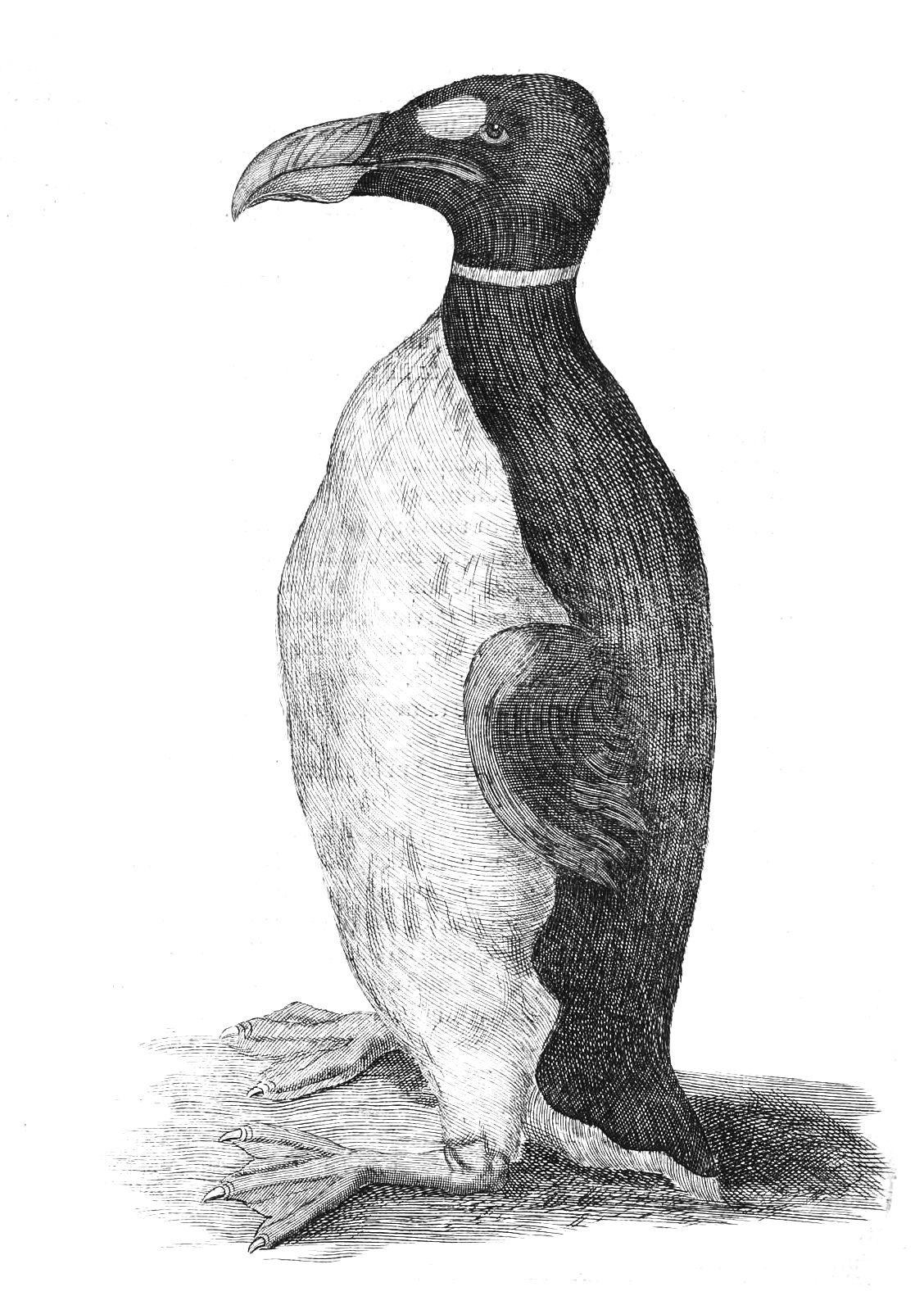
L'única il·lustració coneguda d'un gavot gegant fet en vida, la mascota d'Olaus Wormius, rebut de les illes Fèroe, 1655

Més tard, els mariners europeus van utilitzar els gavots gegants com a far de navegació, ja que la presència d'aquests ocells indicava que els Grans Bancs de Terranova eren a prop.
Es calcula que aquesta espècie va tenir una població màxima de milions. El gavot gegant va ser caçat a una escala important per menjar la seva carn i ous, i per les seves plomes almenys des del segle viii. Abans d'això, la caça dels nadius locals es pot documentar des de l'Edat de Pedra tardana d'Escandinàvia i l'est d'Amèrica del Nord, així com des de principis del segle v a Labrador, on sembla que només caçaven els ocells enderrerits. Els primers exploradors, inclòs Jacques Cartier, i nombrosos vaixells que intentaven trobar or a l'illa de Baffin, no van ser proveïts de menjar per al viatge cap a casa, i per tant, van utilitzar gavots degants com a font d'aliment convenient i esquer per a la pesca. Segons s'informa, algunes de les embarcacions posteriors van fondejar al costat d'una colònia i van desembarcar a terra. Aleshores, els mariners van portar centenars de gavots gegants als vaixells, on van ser sacrificats. Alguns autors han qüestionat els informes d'aquest mètode de caça i si va tenir èxit. Els ous de gavot gegant també eren una font d'aliment valuosa, ja que els ous eren tres vegades més grans que els d'un somorgollaire comú i tenien un rovell gran. Aquests mariners també van introduir rates a les illes que depredaven els nius.

### Extinció
La Petita Edat de Gel pot haver reduït la població del gavot gegant exposant més de les seves illes reproductores a la depredació dels óssos polars, però l'explotació massiva per part dels humans va reduir dràsticament la població, amb proves recents que indiquen que només és probable que aquesta última causa va ser el principal motiu de la seva extinció. A mitjans del segle xvi, les colònies nidificants al llarg del vessant europeu de l'Atlàntic van ser gairebé totes eliminades pels humans que mataven aquest ocell pel seu plomall, que s'utilitzava per fer coixins. El 1553, el gavot gegant va rebre la seva primera protecció oficial, i el 1794 Gran Bretanya va prohibir la matança d'aquesta espècie per les seves plomes. A St. John, els que violaven una llei de 1775 que prohibia la caça del gavot gegant per les seves plomes o els seus ous van ser flagellats públicament, tot i que encara es permetia caçar per utilitzar-los com a esquer de pesca. Al costat nord-americà, inicialment s'utilitzaven les plomes d'ocell per a fer edredons, però una vegada que els èiders van ser gairebé portats a l'extinció a la dècada de 1770, els recol·lectors de plomes es van canviar al gavot gegant al mateix temps que la caça d'aliments, esquers de pesca i oli va disminuir.
El gavot gegant havia desaparegut de l'illa Funk el 1800. Un relat d'Aaron Thomas del HMS Boston de 1794 descrivia com l'ocell havia estat sacrificat sistemàticament fins aleshores:
| « | Si veniu a buscar les seves plomes, no us prengueu la molèstia de matar-los, sinó que agafeu a un i treieu-ne les millors. Aleshores, el pobre pingüí s'anirà a la deriva, amb la pell mig nua i esquinçada, perquè mori a gust. Aquest no és un mètode molt humà, però és la pràctica habitual. Mentre visqueu en aquesta illa, estareu en la pràctica constant d'horribles crueltats perquè no només els despelleu vius, sinó que els cremeu vius també per cuinar els seus cossos. Portes una tetera amb tu en la qual poses un pingüí o dos a sota, encens un foc, i aquest foc està fet absolutament dels mateixos pingüins desgraciats. Els seus cossos, sent greixosos, aviat produeixen una flama; no hi ha fusta a l'illa. | » |

Amb la seva raresa creixent, els exemplars del gavot gegant i els seus ous es van fer col·leccionables i molt apreciats pels europeus rics, i la pèrdua d'un gran nombre dels seus ous per a la col·lecció va contribuir a la desaparició de l'espècie. Els «eggers», individus que visitaven els llocs de nidificació del gavot gegant per recollir els seus ous, ràpidament es van adonar que no tots els ocells ponien els ous el mateix dia, de manera que podien fer visites de tornada a la mateixa colònia de cria. Els eggers només recollines els ous sense embrions i, normalment, descartaven els ous amb embrions que creixen dins d'ells.
A l'illot de Stac an Armin, St. Kilda (Escòcia), el juliol de 1840, l'últim gavot gegant vist a la Gran Bretanya va ser capturat i assassinat. Tres homes de St. Kilda van atrapar un sol «garefowl», notant les seves petites ales i la gran taca blanca al cap. El van lligar i el van mantenir viu durant tres dies, fins que va sorgir una gran tempesta. Creient que l'ocell era una bruixa i estava causant la tempesta, el van matar colpejant-lo amb un pal.

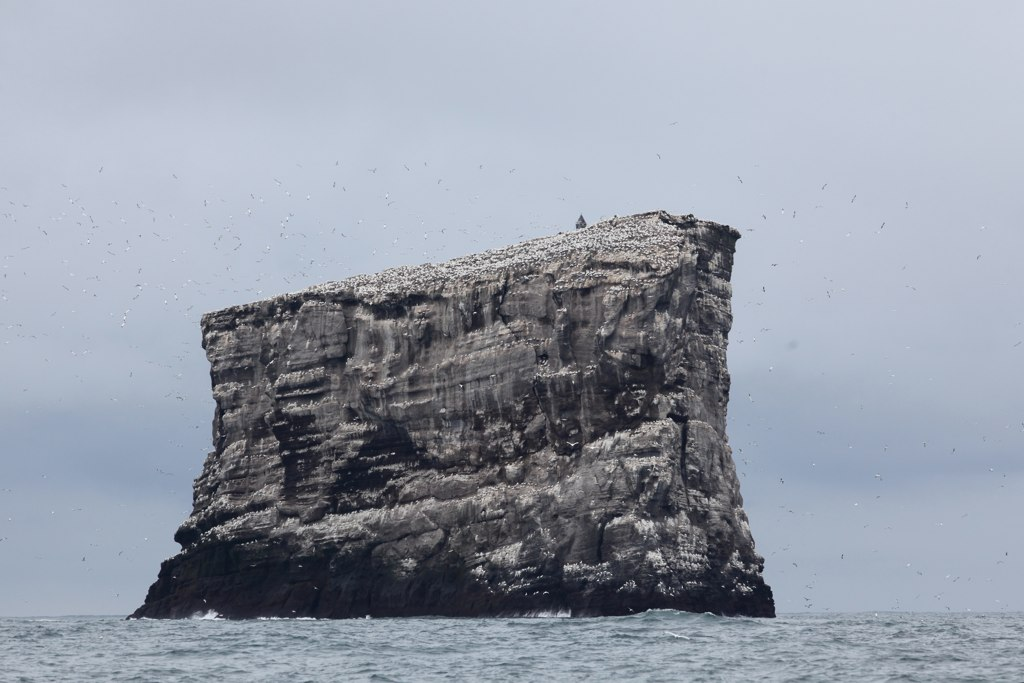
Eldey, l'últim refugi del gavot gegant
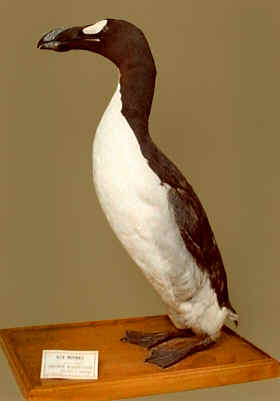
Espècimen número 3 a Brussel·les, un dels dos últims ocells assassinats a Eldey el 1844

L'última colònia de gavots gegants va viure a Geirfuglasker (la «Roca del gavot gegant») davant d'Islàndia. Aquest illot era una roca volcànica envoltada de penya-segats que el feien inaccessible per als humans, però l'any 1830, l'illot es va submergir després d'una erupció volcànica, i els ocells es van traslladar a la propera illa d'Eldey, a la qual era accessible des d'un sol costat. Quan la colònia es va descobrir inicialment el 1835, hi havia prop de cinquanta ocells. Els museus, desitjant les pells del gavot gegant per a la seva conservació i exhibició, ràpidament van començar a recollir ocells de la colònia. L'últim parell, trobat incubant un ou, va ser assassinat el 3 de juny de 1844, a petició d'un comerciant que volia exemplars, amb Jón Brandsson i Sigurður Ísleifsson estrangulant els adults i Ketill Ketilsson trencant l'ou amb la seva bota.
L'especialista de gavots gegants John Wolley va entrevistar els dos homes que van matar els últims ocells, i Sigurður va descriure l'acte de la següent manera:
| « | Les roques estaven cobertes d'ocells negres (en referència a somorgollaires) i hi havia Geirfugles... Caminaven a poc a poc. Jón Brandsson es va arrossegar amb els braços oberts. L'ocell que va aconseguir en Jón va entrar a un racó però [el meu] anava a la vora del cingle. Caminava com un home... però movia els peus ràpidament. [Vaig] agafar-lo a prop de la vora, un precipici de moltes braces de profunditat. Les seves ales es troben a prop dels costats, sense sortir. El vaig agafar pel coll i va batejar les ales. No va cridar. El vaig estrangular. | » |

La Unió Internacional per a la Conservació de la Natura i els Recursos Naturals (Union for Conservation of Nature and Natural Resources, UICN) ha acceptat una afirmació posterior d'un individu viu albirat l'any 1852 als Grans Bancs de Terranova.
Hi ha una discussió a Internet sobre les possibilitats de reviure el gavot gegant utilitzant el seu ADN a partir d'exemplars recollits. Aquesta possibilitat és controvertida.

### Exemplars conservats
Actualment, queden 78 pells de gavot gegant, la majoria en col·leccions de museus, juntament amb aproximadament 75 ous i 24 esquelets complets. Totes les pells supervivents menys quatre tenen plomatge d'estiu, i només dues d'aquestes són d'exemplars immadurs. No existeixen exemplars de cria. A cada ou i pell se li ha assignat un número pels especialistes. Tot i que es van recol·lectar milers d'ossos aïllats des de l'illa Funk del segle xix fins als sambaqui neolítics, només existeixen alguns esquelets complets. També es coneixen mòmies naturals de l'illa Funk, i els ulls i els òrgans interns dels dos últims ocells de 1844 es troben al Museu Zoològic de Copenhaguen. Fa més de cent anys que es desconeix el parador de les pells dels dos darrers individus, però aquest misteri s'ha resolt en part mitjançant l'ADN extret dels òrgans dels últims individus i les pells dels exemplars candidats suggerits per Errol Fuller (Übersee-Museum Bremen, Royal Belgian Institute of Natural Sciences, Zoological Museum of Kiel University, Los Angeles County Museum of Natural History i Landesmuseum Natur und Mensch Oldenburg). Es va trobar una coincidència positiva entre els òrgans de l'individu masculí i la pell ara al RBINS de Brussel·les. No es va trobar cap coincidència entre els òrgans femenins i un exemplar de la llista de Fuller, però els autors especulen que la pell del Museu d'Història Natural i Ciència de Cincinnati pot ser un candidat potencial a causa d'una història comuna amb l'exemplar de Los Angeles.

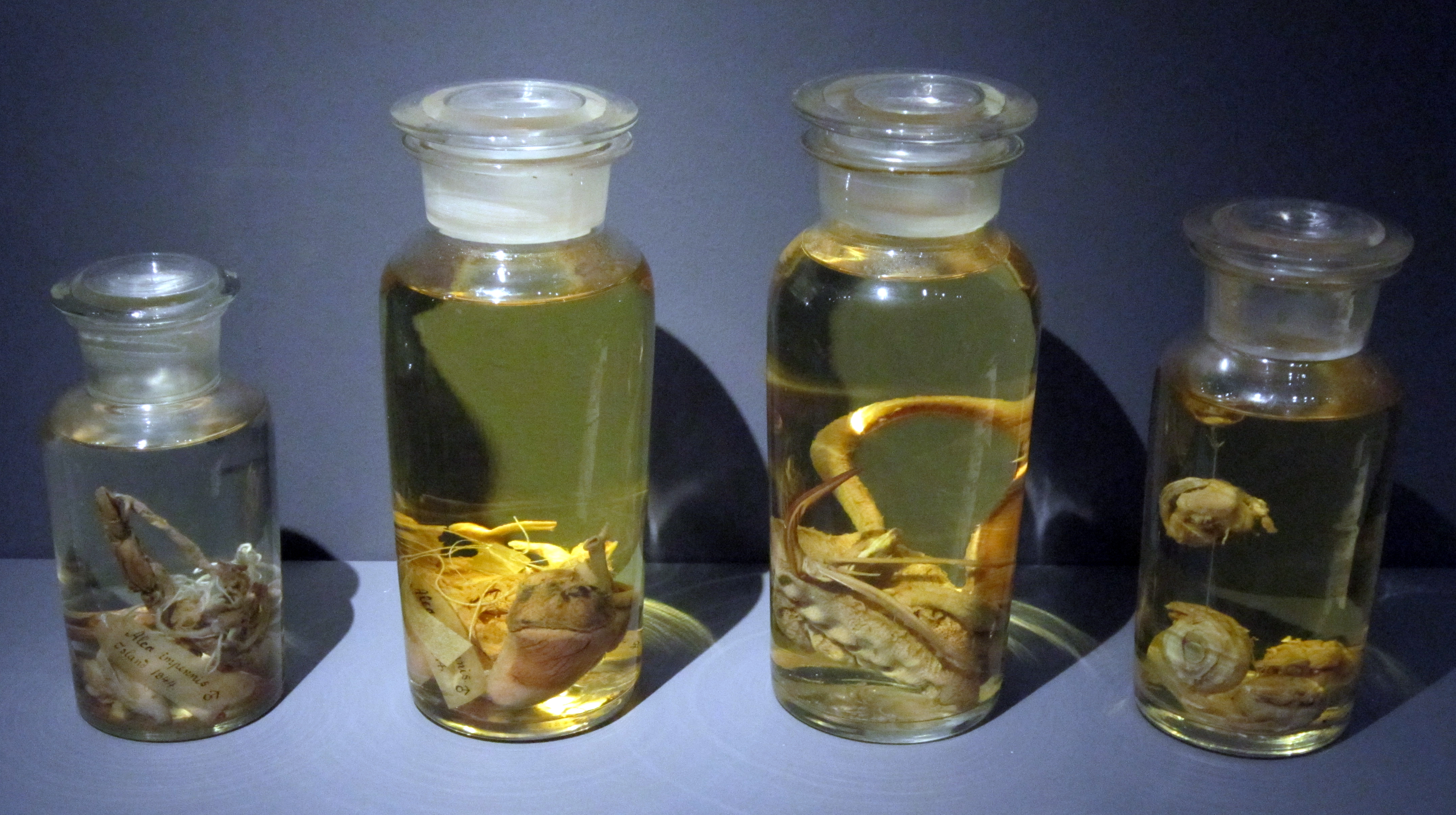
Òrgans interns dels dos últims gavots gegants. Museu Zoològic de Copenhaguen
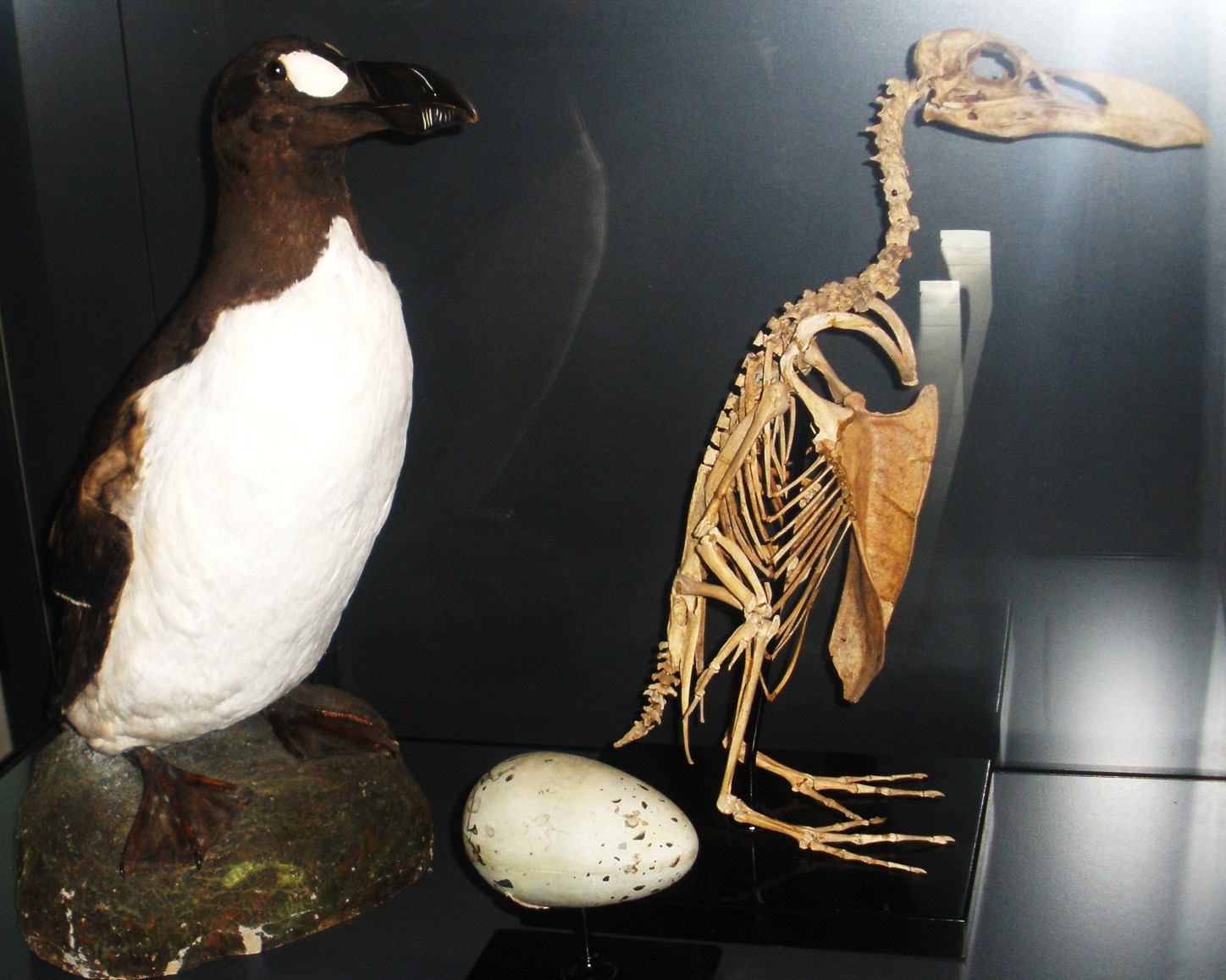
Espècimen núm. 39, esquelet i rèplica d'ou al Museu Senckenberg

Després de l'extinció de l'ocell, les restes del gavot gegant van augmentar dràsticament de valor, i les subhastes d'exemplars van crear un intens interès a la Gran Bretanya victoriana, on ara es troben 15 exemplars, el nombre més gran de qualsevol país. Un exemplar va ser comprat el 1971 pel Museu d'Història Nacional d'Islàndia per 9.000 lliures esterlines, que el van situar al Llibre Guinness dels Rècords com «l'ocell dissecat més car mai venut». El preu dels seus ous arribava a vegades fins a 11 vegades la quantitat que guanyava un treballador qualificat en un any. Es desconeix el parador actual de sis dels ous. Diversos altres ous han estat destruïts accidentalment. Dues pells muntades van ser destruïdes al segle xx, una al Museu de Magúncia durant la Segona Guerra Mundial, i una al Museu Bocage de Lisboa que va ser destruïda per un incendi el 1978.

### Representacions culturals

#### Llibres infantils
El gavot gegant és un dels ocells extints que es fa referència amb més freqüència a la literatura, com el famós dodo. Apareix en moltes obres de literatura infantil.
The Water-Babies, A Fairy Tale for a Land Baby de Charles Kingsley inclou un gavot gegant que explica la història de l'extinció de la seva espècie.
The Island of Adventure d'Enid Blyton presenta l'extinció de l'ocell, enviant el protagonista a una recerca fallida del que creu que és una colònia perduda de l'espècie.

#### Literatura
El gavot gegant també està present en una gran varietat d'altres obres de ficció.
En el conte The Harbour-Master de Robert W. Chambers, el descobriment i l'intent de recuperació de l'últim parell conegut de gavots gegants és fonamental per a la trama (que també implica un element de suspens proto-Lovecraftià). La història va aparèixer per primera vegada a Ainslee's Magazine (agost de 1898) i va ser lleugerament revisada per convertir-se en els primers cinc capítols de la novel·la episòdica de Chambers In Search of the Unknown, (Harper & Brothers Publishers, Nova York, 1904).
A la seva novel·la Ulisser, James Joyce esmenta l'ocell mentre el personatge principal de la novel·la s'adorm. Associa el gavot gegant amb el mític roc com a mètode per tornar formalment el personatge principal a una terra adormida de fantasia i records.
L'illa dels pingüins, una novel·la satírica francesa de 1908 de l'autora guanyadora del premi Nobel Anatole France, narra la història fictícia d'una gran població de gavots gegants que és batejada per error per un missioner miop.
El naturalista fictici Stephen Maturin recull un gavot gegant a la novel·la històrica de Patrick O'Brian The Surgeon's Mate. Aquest treball també detalla la recol·lecció d'una colònia de gavots.
El gavot gegant és el tema de The Last Great Auk, una novel·la d'Allen Eckert, que narra els esdeveniments que van portar a l'extinció del gavot gegant vist des de la perspectiva de l'últim exemplar viu.
Farley Mowat dedica la primera secció, «Spearbill», del seu llibre Sea of Slaughter a la història del gavot gegant.
Ogden Nash adverteix que els humans podrien patir la mateixa sort que el gavot gegant en el seu poema breu A Caution to Everybody.
W.S. Merwin esmenta el gavot gegant en una breu lletania d'animals extints al seu poema For a Coming Extinction, un dels poemes fonamentals de la seva col·lecció de 1967, The Lice.
Night of the Auk, un drama de Broadway de 1956 d'Arch Oboler, representa un grup d'astronautes que torna de la Lluna per descobrir que ha esclatat una guerra nuclear a tota la Terra. Obeler fa un paral·lelisme de la història entre l'extinció antropogènica del gavot gegant i l'extinció nuclear de la humanitat.

#### Drama d'àudio
El drama d'àudio de Doctor Who Last Chance, produït per Big Finish Productions, representa l'assassinat de la parella reproductora final el 1844

#### Actuacions artístiques
Aquest ocell també apareix en una varietat d'altres mitjans.
És el tema d'un ballet, Still Life at the Penguin Café, i d'una cançó, A Dream Too Far, al musical ecològic Rockford's Rock Opera.
Un gavot gegant apareix com a possessió apreciada de Baba el Turc a l'òpera The Rake's Progress d'Igor Stravinsky (a partir del llibret de W. H. Auden i Chester Kallman).

#### Monuments

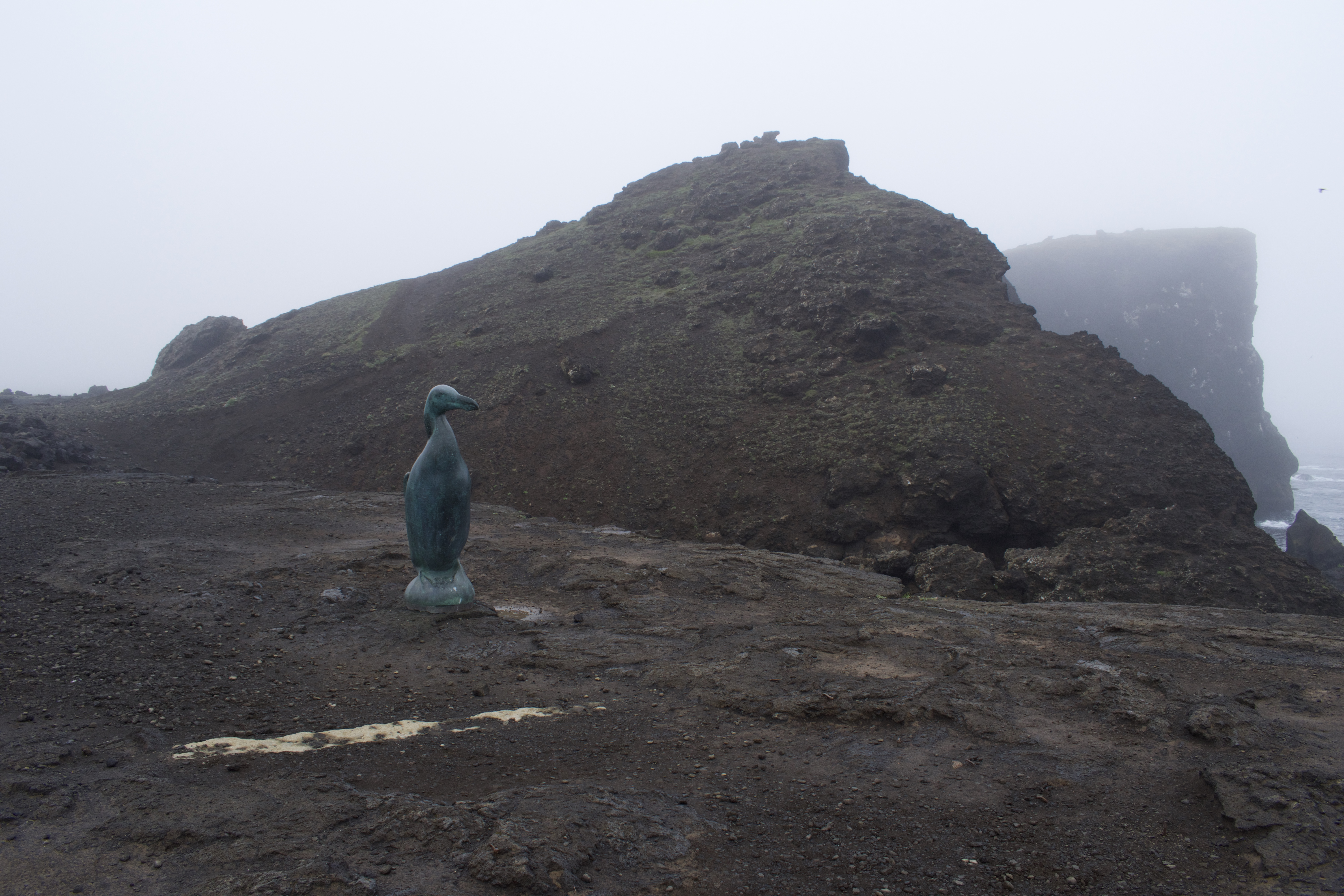
Monument a la península de Reykjanes, Islàndia
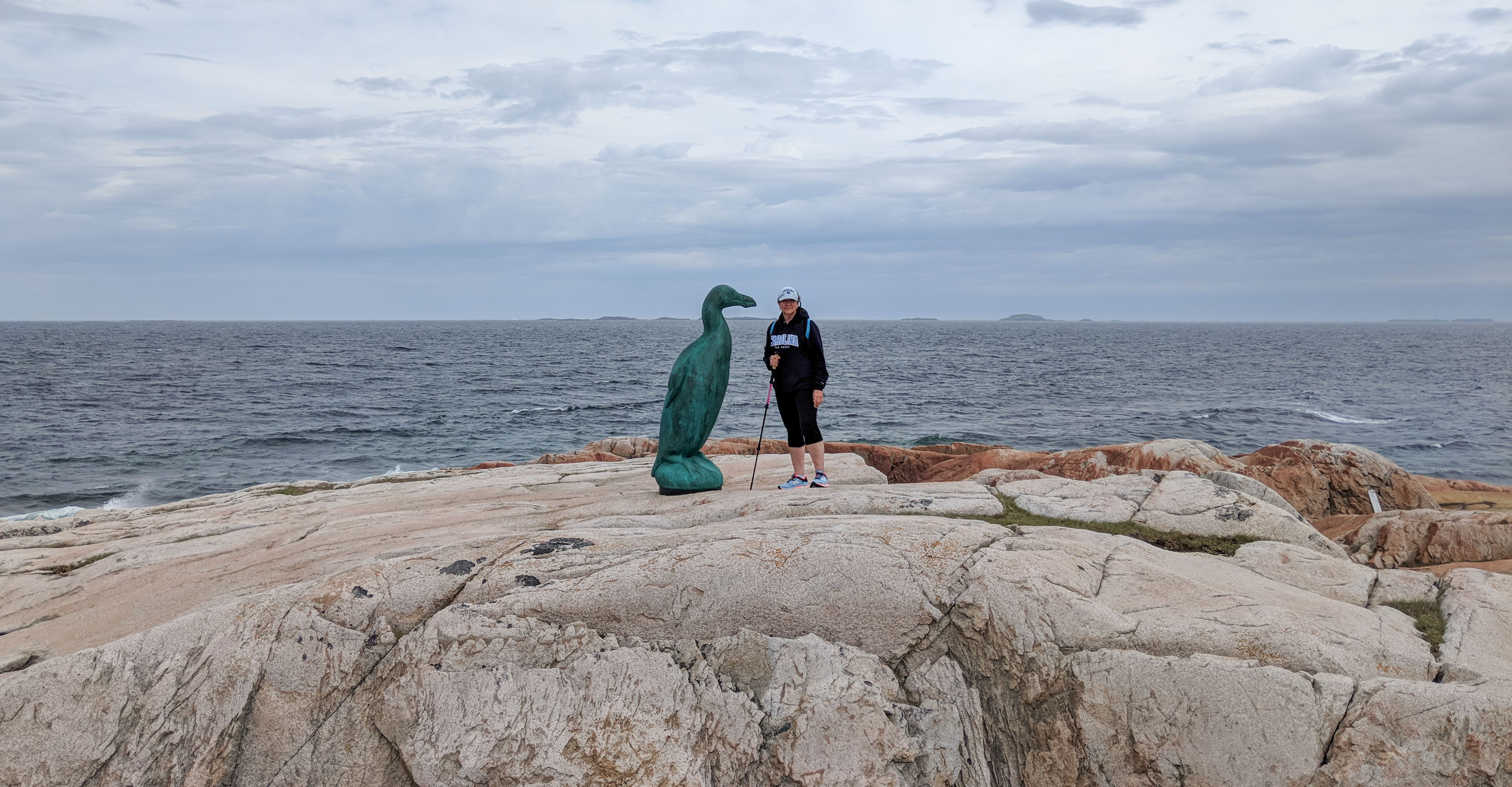
Monument a l'Illa Fogo, Canadà
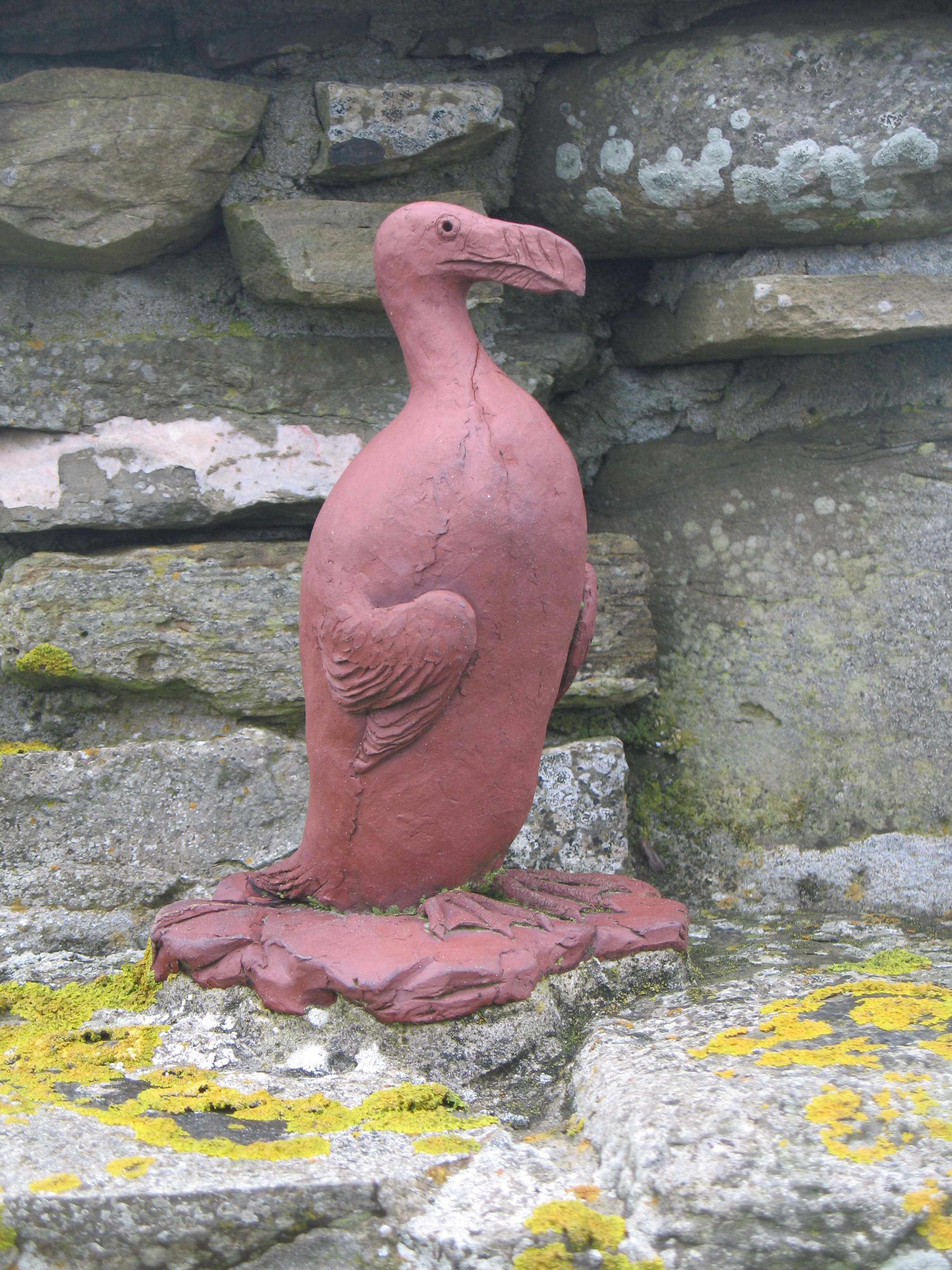
Monument a l'últim gavot gegant britànic a Fowl Craig, Illes Òrcades

#### Mascotes
El gavot gegant és la mascota de l'Acadèmia Archmere de Claymont, Delaware, i de la Societat Coral de la Universitat d'Adelaide (AUCS) a Austràlia.
El gavot gegant era antigament la mascota del campus Lindsay Frost del Sir Sandford Fleming College d'Ontario. El 2012, es van combinar els dos programes esportius separats del Fleming College i la mascota gavot gegant va desaparèixer. El bar, el centre d'estudiants i el saló del campus de Lindsay Frost encara es coneix com a Auk's Lodge.
També va ser la mascota del concurs educatiu del Knowledge Masters, ja finalitzat.

#### Noms
La revista científica de l'American Ornithologists' Union rep el nom de The Auk en honor a aquest ocell.
Segons les memòries d'Homer Hickam, en el llibre Rocket Boys, i la seva producció cinematogràfica, October Sky, els primers coets que ell i els seus amics van construir, irònicament es deien Auk.
Una empresa de cigarrets, la britànica Great Auk Cigarettes, va rebre el nom d'aquest ocell.

#### Belles arts
Walton Ford, el pintor estatunidenc, ha presentat gavots gegants en dos quadres: La bruixa de St. Kilda i Funk Island.
El pintor i escriptor anglès Errol Fuller va produir Last Stand per a la seva monografia sobre l'espècie.
El gavot gegant també va aparèixer en un segell d'un conjunt de cinc que representava ocells extingits emès per Cuba l'any 1974.